# Purgatorius
Purgatorius é o gênero de três espécies extintas que acredita-se ser o mais antigo exemplar de primata ou um "proto-primata", "primatomorfo" precursor dos Plesiadapiformes. Remanescentes apenas descritos por pequenos fragmentos de crânios e dentes foram descobertos no que hoje é Montana em depósitos que se acredita terem aproximadamente 65 milhões de anos de idade. Primeiramente descritos como uma forma de primata por William Clemens em uma edição de 1974 da revista Science, se acredita que tinham o tamanho aproximado de um camundongo, apresentando fórmula dentária 3.1.4.3.
Atualmente é considerado um dos únicos plesiadapiformes primitivos o suficiente para possivelmente ter dado origem a tanto os primeiros plesiadapiformes quanto os primatas posteriores. Embora sua classificação sob a superordem Archonta permaneça incerta, evidências dentárias e morfologia dos molares indicam uma ligação próxima com a ordem dos primatas.